# طولاب
طولاب، روستایی در دهستان محمودآباد بخش سیوان شهرستان ایلام در استان ایلام ایران است.

## نام قدیمی
نام قدیمی این روستا سفید دول بوده و ساکنین آن کرد و از ایل میشخاص اند.

## جمعیت
بر پایه سرشماری عمومی نفوس و مسکن در سال ۱۳۹۵، جمعیت این روستا برابر با ۱۶۹ نفر (۴۶ خانوار) بوده‌است.